# Union peuple et justice
L'Union peuple et justice (en lituanien : Lietuvos Centro Partija, abrégée en TTS), est un parti politique lituanien. Fondé en 2003 sous le nom de Parti national du centre (NCP), il est renommé Parti lituanien du centre (LCP) en 2005 avant de prendre son nom actuel en 2021. À l'origine centriste, il effectue au début des années 2020 un virage qui le positionne de la droite à l'extrême droite,